# 대테러센터
대테러센터(對테러센터, National Counter Terrorism Center)는 대한민국 국무총리의 소속기관이다. 2016년 6월 4일 발족하였으며, 센터장은 고위공무원단 가등급에 속하는 일반직공무원으로 보한다.

## 직무
- 국가 대테러활동 관련 임무분담 및 협조사항 실무조정에 관한 사항
- 장단기 국가 대테러활동 지침 작성·배포에 관한 사항
- 테러경보 발령·조정 등에 관한 사항
- 테러대상시설 안전대책 수립·점검의 지원에 관한 사항
- 테러이용수단 안전대책 수립·점검의 지원에 관한 사항
- 국가 중요행사 대테러안전대책 수립에 관한 사항
- 관계기관 테러 대비태세 점검에 관한 사항
- 대테러활동 국제협력 및 홍보·교육·훈련 등에 관한 사항
- 테러신고 포상금·테러피해 지원금·특별위로금 지급의 지원 등에 관한 사항
- 국가 대테러활동 관련 법령, 지침 등의 제정·개정에 관한 사항
- 테러상황 관리 및 상황분석 등에 관한 사항
- 국가테러대책위원회 및 테러대책 실무위원회 운영에 관한 사항
- 특별시 지역테러대책협의회 운영에 관한 사항
- 그 밖에 국가테러대책위원회에서 심의·의결한 사항의 처리

## 역사
2015년 12월 8일에 박근혜 대통령이 "우리나라가 테러를 방지하기 위해서 이런 기본적인 법 체계조차 갖추지 못하고 있다는 것, 전 세계가 안다. IS도 알아버렸다"면서 "이런 데도 천하태평으로 법을 통과시키지 않고 있을 수가 있겠나."라고 말하면서 재논의되기 시작했다.
2016년 2월 23일 정의화 국회의장이 법안을 심사기일 지정하자, 야당은 2012년 제정된 국회법 개정안(국회선진화법)을 근거로 무제한 토론을 신청했고 9일 뒤인 3월 2일 국회 본회의를 통과했다.
2016년 7월 1일 서울정부종합청사 5층에서 대테러센터 현판식을 열었다.

## 조직

### 센터장
- 대테러정책관실[6]
  - 기획총괄부[7]
  - 협력조정부[7]
  - 안전관리부[7]
  - 대테러종합상황실[7]

## 같이 보기
- 국가테러대책센터(NCTC, National Counterterrorism Center)
- CIA 대테러 센터(CTC, Counterterrorism Center)